# 레인보우영동도서관
레인보우영동도서관(레인보우永同圖書館)은 대한민국 충청북도 영동군 소재의 도서관이다.

## 연혁
- 2012년 12월 21일 개관.

## 시설현황
- 3층: 디지털자료실(21석). 가족영상실, 서버실, 서버관리실
- 2층: 일반자료실, 관리실, 일반열람실(71석)
- 1층: 어린이 자료실, 엄마와도란도란, 이야기방
- B1층: 보존서고, 북카페, 전시실, 야외공연장

## 이용 안내
이용 시간
휴관일
- 매주 금요일
- 일요일을 제외한 법정 공휴일